# Барыково (село, городской округ город Тула)
Барыково — село в Тульской области России. 
В рамках организации местного самоуправления входит в городской округ город Тула, в рамках административно-территориального устройства — в Фёдоровский сельский округ Ленинского района Тульской области.

## География
Расположено в 17 км к западу от областного центра, города Тула (по прямой от Тульского кремля).

## История
До 1990-х гг. село входило в Фёдоровский сельский Совет. В 1997 году стало частью Фёдоровского сельского округа Ленинского района Тульской области. 
В рамках организации местного самоуправления с 2006 до 2014 гг. село включалось в Фёдоровское сельское поселение Ленинского района, с 2015 года входит в Привокзальный территориальный округ в составе городского округа город Тула.

## Население
| 2002 | 2010 |
| ---- | ---- |
| 159  | ↘122 |